# Phoracantha manifesta
Phoracantha manifesta är en skalbaggsart som beskrevs av Wang 1995. Phoracantha manifesta ingår i släktet Phoracantha och familjen långhorningar. Inga underarter finns listade i Catalogue of Life.